# Darryl F. Zanuck
Darryl Francis Zanuck est un producteur de cinéma, réalisateur et scénariste américain, né le 5 septembre 1902 à Wahoo (Nebraska) et mort le 22 décembre 1979 à Palm Springs (Californie).

## Biographie

### Carrière
Darryl F. Zanuck,, est l'un des monuments du septième art. Avec plus de 200 films produits durant cinquante ans, du cinéma muet des années 1920 jusqu'au début des années 1970. On lui doit plusieurs chefs-d'œuvre et la révélation d'une multitude de talentueux réalisateurs et stars.
Il commence comme gagman pour Charles Chaplin dans les années 1910, avant de gravir petit à petit tous les échelons de la hiérarchie hollywoodienne. Stewart Granger raconte avoir boxé Darryl Zanuck parce que celui-ci veut coucher avec son épouse Jean Simmons. Zanuck lui dit qu'il va briser sa carrière, et il le fait : après 1957, la carrière américaine de Stewart Granger est finie.[réf. nécessaire]

### Mort

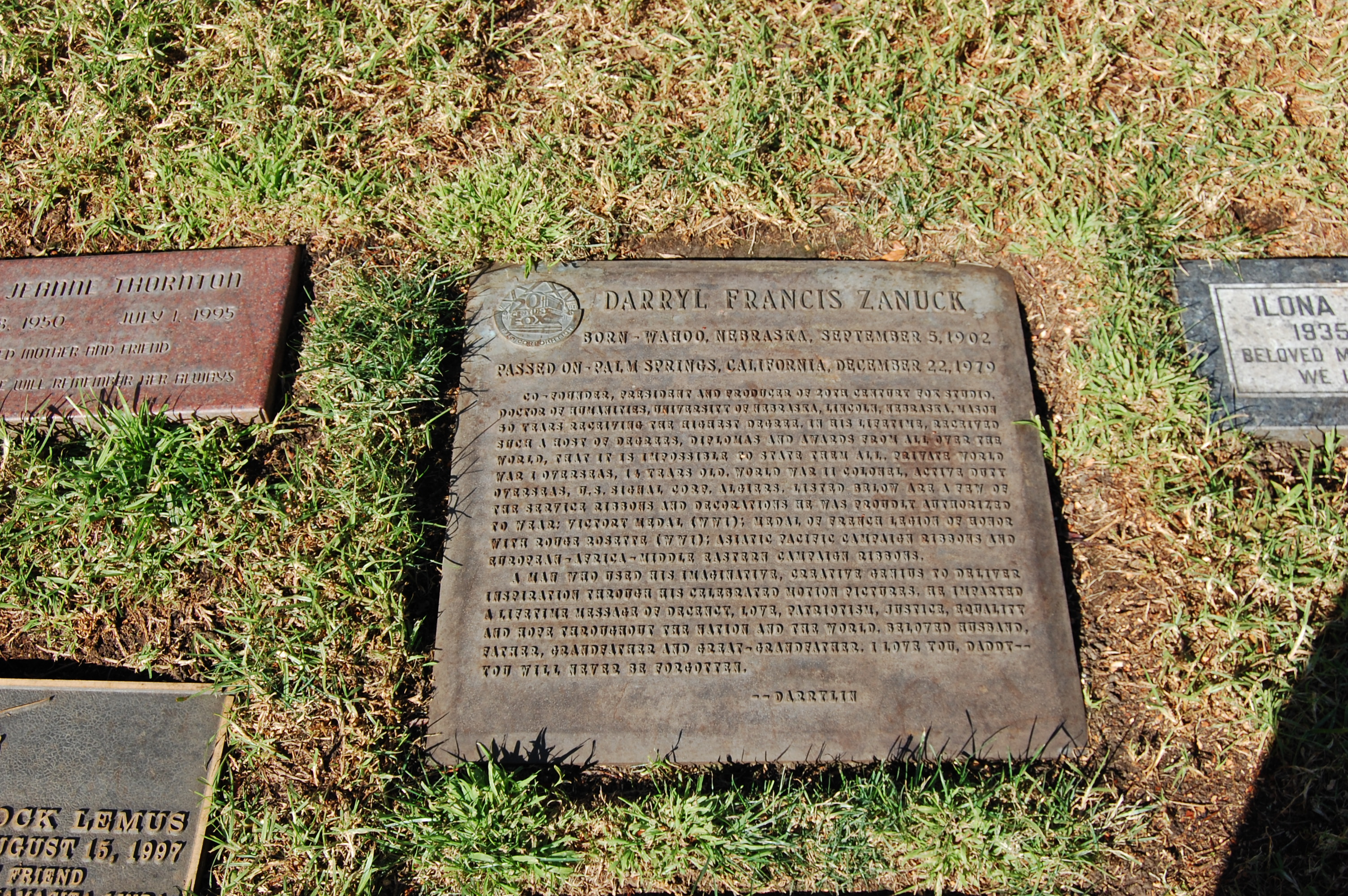
Tombe de Darryl Zanuck au Westwood Village Memorial Park Cemetery.

Mort d'une pneumonie, Darryl Zanuck est inhumé au Westwood Village Memorial Park Cemetery de Westwood (Los Angeles).

### Vie privée
Darryl Zanuck est marié pendant plus de trente ans à Virginia Fox, l'une des actrices fétiches de Buster Keaton. 
Il vit par la suite plusieurs idylles, d'abord avec Bella Darvi, puis notamment avec Juliette Gréco, suivie par l'actrice Irina Demick et aussi avec la jeune actrice française Geneviève Gilles (en) à la fin des années 1960.
Après sa rupture avec Juliette Gréco et sa démission de la Fox (dont il reste actionnaire majoritaire), parlant couramment le français, il vient vivre en France au début des années 1960 et s'installe à Paris au no 44 de la rue du Bac.
Son fils, Richard D. Zanuck (1934-2012), est également producteur de cinéma.

## Filmographie partielle

### Comme producteur

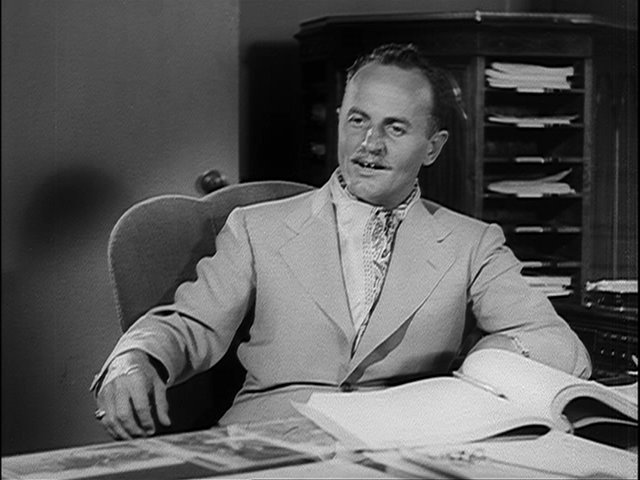
Darryl F. Zanuck en 1940 dans Les Raisins de la colère de John Ford.

- 1927 : Coquin de briquet (If I Were Single) de Roy Del Ruth
- 1929 : La Revue en folie (On with the Show!), d'Alan Crosland
- 1930 : Au seuil de l'enfer (The Doorway to Hell) d'Archie Mayo
- 1931 : Le Petit César (Little Caesar) de Mervyn LeRoy
- 1932 : Une allumette pour trois (Three on a Match) de Mervyn LeRoy
- 1932 : L'Homme qui jouait à être Dieu (The Man who played God) de John G. Adolfi
- 1932 : Ombres vers le sud (Cabin in the cotton) de Michael Curtiz
- 1932 : Vingt Mille Ans sous les verrous (20 000 Years in Sing Sing) de Michael Curtiz, non crédité
- 1933 : La Boule rouge (Blood Money) de Rowland Brown
- 1933 : Le Parachutiste (Parachute Jumper) d'Alfred E. Green
- 1933 : Nuits de Broadway (Broadway Through a Keyhole) de Lowell Sherman
- 1933 : Le Roi de la chaussure (The Working Man) de John G. Adolfi
- 1933 : Les Faubourgs de New York (The Bowery) de Raoul Walsh
- 1933 : 42e Rue (42nd Street) de Lloyd Bacon
- 1934 : La Maison des Rothschild (The House of Rothschild) d'Alfred Werker
- 1934 : Le Retour de Bulldog Drummond (Bulldog Drummond Strikes Back) de Roy Del Ruth
- 1935 : L'Appel de la forêt (The Call of the wind)
- 1935 : Le Roman d'un chanteur (Metropolitan) de Richard Boleslawski
- 1936 : Message à Garcia (A Message to Garcia) de George Marshall
- 1936 : Dix ans de mariage (To Mary – with Love) de John Cromwell
- 1936 : Sous deux drapeaux (Under two flags) de Frank Lloyd
- 1936 : Ramona de Henry King
- 1936 : Ching-Ching (Stowaway), de William A. Seiter
- 1936 : Capitaine Janvier (Captain January) de David Butler
- 1936 : Pauvre petite fille riche (Poor Little Rich Girl) de Irving Cummings
- 1936 : Les Chemins de la gloire (The Road to Glory) de Howard Hawks
- 1936 : Le Médecin de campagne (The Country Doctor) de Henry King
- 1936 : C'était inévitable (It Had to Happen) de Roy Del Ruth
- 1937 : L'Incendie de Chicago (In Old Chicago) de Henry King
- 1937 : Sa dernière chance (This Is My Affair) de William A. Seiter
- 1937 : Angel's Holiday de James Tinling
- 1937 : La Mascotte du régiment (Wee Willie Winkie) de John Ford
- 1937 : Heidi d'Allan Dwan
- 1937 : Sur l'avenue (On the Avenue) de Roy Del Ruth
- 1938 : Suez d'Allan Dwan
- 1938 : Patrouille en mer (Submarine Patrol) de John Ford
- 1938 : Mam'zelle vedette (Rebecca of Sunnybrook Farm) d'Allan Dwan
- 1938 : L'Île des angoisses (Gateway) d'Alfred L. Werker
- 1939 : Le Brigand bien-aimé Jesse James de Henry King
- 1939 : Le Chien des Baskerville (The Hound of the Baskerville) de Sidney Lanfield
- 1939 : Et la parole fut (The Story of Alexander Graham Bell) de Irving Cummings
- 1939 : La Mousson (The Rains Came) de Clarence Brown
- 1939 : Stanley et Livingstone (Stanley and Livingstone) d'Henry King
- 1939 : Swanee River de Sidney Lanfield
- 1939 : Descente en vrille (Tail Spin) de Roy Del Ruth
- 1940 : Les Révoltés du Clermont (Little Old New York) de Henry King
- 1940 : L'Oiseau bleu (The Blue Bird) de Walter Lang
- 1940 : Les Raisins de la colère (The Grapes of Wrath) de John Ford
- 1940 : La Rançon de la gloire (Star Dust) de Walter Lang
- 1940 : Le Retour de Frank James (The Return of Frank James) de Fritz Lang
- 1940 : L'Odyssée des Mormons (Brigham Young) de Henry Hathaway
- 1940 : Sous le ciel d'Argentine (Down Argentine Way)
- 1940 : The Man I Married d'Irving Pichel
- 1940 : La Roulotte rouge ou La Belle Écuyère (Chad Hanna) de Henry King
- 1941 : Soirs de Miami (Moon over Miami) de Walter Lang
- 1941 : Une nuit à Rio (That Night in Rio'') de Irving Cummings
- 1941 : Un Yankee dans la RAF (A Yank in the R.A.F.) de Henry King
- 1941 : Week-end à la Havane (Week-end in Havana) de Walter Lang
- 1942 : Le Chevalier de la vengeance (Son of Fury ou The Story of Benjamin Blake) de John Cromwell
- 1942 : Les Rivages de Tripoli (To the Shores of Tripoli) de H. Bruce Humberstone
- 1942 : La Pagode en flammes (China Girl) d'Henry Hathaway
- 1943 : Requins d'acier (Crash Dive) de Archie Mayo
- 1944 : Prisonniers de Satan (The Purple Heart) de Lewis Milestone
- 1944 : La Victoire des ailes (Winged Victory) de George Cukor
- 1945 : Péché mortel (Leave Her to Heaven) de John M. Stahl
- 1947 : Ambre de Otto Preminger
- 1947 : Le Mur invisible (Gentleman's agreement) de Elia Kazan
- 1947 : L'Extravagante Miss Pilgrim (The Shocking Miss Pilgrim), de George Seaton
- 1947 : 13, rue Madeleine d'Henry Hathaway
- 1948 : Broadway mon amour (Give My Regards to Broadway) de Lloyd Bacon
- 1949 : You're My Everything de Walter Lang
- 1950 : La porte s'ouvre (No Way Out) de Joseph L. Mankiewicz
- 1950 : Ève de Joseph L. Mankiewicz
- 1950 : Un homme de fer (Twelve O'Clock High) de Henry King
- 1951 : David et Bethsabée (David and Bathsheba) de Henry King
- 1951 : On murmure dans la ville (People will talk), de Joseph L. Mankiewicz
- 1952 : Les Neiges du Kilimandjaro (The Snows of Kilimanjaro) d'Henry King
- 1954 : L'Égyptien (The Egyptian) de Michael Curtiz
- 1956 : Le Roi et moi (The King and I) de Walter Lang
- 1957 : Le soleil se lève aussi (Angel's Holiday) d'Henry King
- 1958 : Les Racines du ciel (The Roots of Heaven) de John Huston
- 1960 : Drame dans un miroir (Crack in the Mirror) de Richard Fleischer
- 1961 : Le Grand Risque (The Big Gamble) de Richard Fleischer
- 1961 : Sanctuaire (Sanctuary) de Tony Richardson
- 1962 : Le Jour le plus long (The Longest Day) de Ken Annakin, Andrew Marton, Bernhard Wicki et Darryl F. Zanuck (non crédité)
- 1962 : Les Liaisons coupables (The Chapman Report) de George Cukor
- 1963 : Cléopâtre (Cleopatra) de Joseph L. Mankiewicz et Darryl F. Zanuck (non crédité)
- 1964 : La Rancune (The Visit) de Bernhard Wicki
- 1970 : Tora ! Tora ! Tora ! de Richard Fleischer, Kinji Fukasaku et Toshio Masuda

### Comme scénariste
- 1922 : La Tourmente (The Storm) de Reginald Barker
- 1924 : The Millionaire Cowboy de Harry Garson
- 1924 : Le Phare qui s'éteint (The Lighthouse by the Sea) de Malcolm St. Clair
- 1925 : Les Sept Larrons en quarantaine (Seven Sinners) de Lewis Milestone
- 1925 : Eve's Lover de Roy Del Ruth
- 1926 : Marquita l'espionne (Across the Pacific) de Roy Del Ruth
- 1926 : The Better 'Ole de Charles Reisner
- 1926 : Une riche veuve (Footloose Widows) de Roy Del Ruth
- 1926 : Pourvu que ça dure (The Caveman) de Lewis Milestone
- 1926 : Oh What a Nurse! de Charles Reisner
- 1927 : Old San Francisco d'Alan Crosland
- 1927 : Tracked by the Police de Ray Enright
- 1928 : L'Arche de Noé de Michael Curtiz
- 1928 : Pay as You Enter de Lloyd Bacon
- 1929 : Chante-nous ça ! (Say It with Songs) de Lloyd Bacon
- 1930 : Charivari (The Life of the Party) de Roy Del Ruth
- 1931 : Le Petit César (Little Caesar)
- 1960 : Drame dans un miroir (Crack in the Mirror) de Richard Fleischer